# Ayoub Abdellaoui
Ayoub Abdellaoui (Reghaïa, 16 febbraio 1993) è un calciatore algerino, difensore del MC Alger e della nazionale algerina.

## Carriera

### Club
Ha giocato nel campionato algerino, nel campionato svizzero e nel campionato saudita.

### Nazionale
È stato convocato per le Olimpiadi del 2016 dove ha disputato due partite.

## Palmarès

### Club

#### Competizioni nazionali
- Campionato algerino: 2

USM Alger: 2013-2014, 2015-2016

### Nazionale
- Coppa araba FIFA: 1

Qatar 2021